# Esopeptidasi
Le esopeptidasi sono una famiglia di enzimi prodotti a livello pancreatico che catalizzano la rimozione di un amminoacido dalla parte carbossi terminale di una catena polipeptidica.
Appartengono alla più vasta famiglia delle proteasi, delle quali costituiscono una variante specifica.
Possono essere prodotte all'interno della cellula e racchiuse dai lisosomi, e prendono il nome di esopeptidasi endocellulari, oppure possono essere rilasciate all'esterno della cellula perciò definite esopeptidasi esocellulari.